# Mistrovství Evropy v hokejbalu 1997
Mistrovství Evropy v hokejbalu 1997 bylo 3. mistrovství Evropy v hokejbalu v hokejbale mužů, které se konalo 13. - 15. června v Praze v Česku.

## Výsledky
|    | Česko | 19:0 (6:0, 8:0, 5:0) | Rakousko |  |  |
| 45 | 45    | Střely               | 4        |  |  |

|    | Slovensko | 8:2 (4:1, 2:1, 2:0) | Švýcarsko |  |  |
| 29 | 29        | Střely              | 8         |  |  |

|    | Slovensko | 3:2 (1:0, 1:2, 1:0) | Česko |  |  |
| 24 | 24        | Střely              | 21    |  |  |

|    | Rakousko | 5:4 (1:3, 3:0, 1:1) | Švýcarsko |  |  |
| 18 | 18       | Střely              | 25        |  |  |

|    | Česko | 5:2 (1:2, 3:0, 1:0) | Švýcarsko |  |  |
| 27 | 27    | Střely              | 20        |  |  |

|    | Slovensko | 11:0 (3:0, 2:0, 6:0) | Rakousko |  |  |
| 37 | 37        | Střely               | 12       |  |  |

## Konečné pořadí[1]
| Místo            | Tým       |
| ---------------- | --------- |
| Zlatá medaile    | Slovensko |
| Stříbrná medaile | Česko     |
| Bronzová medaile | Rakousko  |
| 4.               | Švýcarsko |